# Юність-Ніка
Футбольний клуб «Юність-Ніка» — український аматорський футбольний клуб із Чернігова, заснований у 2000 році. Виступає у Чемпіонаті та Кубку Чернігівської області. Домашні матчі приймає на стадіоні «Хімік».
Заснований у 2000 році як «Ніка». У 2019 році перейменований на «Юність-Ніка». 

## Досягнення
- Чемпіонат Чернігівської області:
  - Срібний призер: 2014, 2017, 2019
- Кубок Чернігівської області:
  - Фіналіст: 2015, 2019
- Суперкубок Чернігівської області:
  - Фіналіст: 2019.